# Alexandria Loutitt
Ale ou Alexandria Loutitt, née le 7 janvier 2004, est une skieuse canadienne, médaillée de bronze en saut à ski aux Jeux olympiques d'hiver de 2022. Elle devient la première canadienne championne du monde lors des Mondiaux de 2023 sur grand tremplin.

## Biographie
Alexandria Loutitt naît à Calgary dans l'Alberta, au Canada, le 7 janvier 2004.
Sportive, elle se spécialise dans le saut à ski. Elle habite en Slovénie.
En janvier 2022, Alexandria Loutitt est qualifiée à 18 ans pour participer aux Jeux olympiques d'hiver de 2022, à Pékin. Ce sont ses premiers Jeux olympiques. Lors de l'épreuve féminine individuelle le 5 février, elle accomplit au tour préliminaire un saut à 81,5 m mais elle est disqualifiée pour n'avoir pas respecté le ratio entre son poids total et la longueur de ses skis.
En revanche, elle participe le 7 février au saut à ski par équipe mixte et remporte la médaille de bronze avec ses coéquipiers Matthew Soukup, Abigail Strate et Mackenzie Boyd-Clowes. C'est la première fois que le Canada remporte une médaille en saut à ski, et la première édition de l'épreuve olympique de saut à ski par équipe mixte. Alexandria Loutitt déclare que son entraînement avec les Européens l'a bien aidée à s'améliorer.

## Palmarès

### Jeux olympiques
| Épreuve / Édition | Pékin 2022                          |
| Tremplin normal   | DSQ                                 |
| Par équipes mixte | Médaille de bronze, Jeux olympiques |

### Championnats du monde
- Planica - Mondiaux 2023 :
  -  : médaille d'or en individuel - Grand tremplin en 2023.

### Coupe du monde
- Meilleur classement général : 13e en 2023.
- 11 podiums individuels : 2 victoires, 4 deuxièmes places et 5 troisièmes places.
- 1 podium en Super Team : 1 deuxième place.

#### Victoires
| Année     | Lieu            |
| 2022-2023 | Zao (Japon)     |
| 2024-2025 | Sapporo (Japon) |